# 正木稲荷神社
正木稲荷神社（まさきいなりじんじゃ）は、東京都江東区の神社。

## 概要
創建年代は不明である。ただ春色梅児誉美や江戸名所図会に登場するので、少なくとも天保期には既に存在していたと推測される。
古くは「柾木稲荷神社」と称していた。かつて境内に柾の大木があったのが由来である。万年橋の近くにあることから「万年橋稲荷」とも呼ばれていた。
腫れ物を治すご利益があるとされ、全快するまでは蕎麦を食することを我慢し、治癒した時は蕎麦を奉納したという。

## 交通アクセス
- 清澄白河駅より徒歩6分。